# روني كير
روني كير (بالإنجليزية: Ronnie Kerr) هو ممثل أمريكي، ولد في 30 مارس 1974 في الولايات المتحدة.

## وصلات خارجية
- روني كير على موقع IMDb (الإنجليزية)
- روني كير على موقع ألو سيني (الفرنسية)
- روني كير على موقع أول موفي (الإنجليزية)
- روني كير على موقع قاعدة بيانات الفيلم (الإنجليزية)
- روني كير على موقع كينوبويسك (الروسية)